# Гоч Дмитро Свиридович
Дмитро Свиридович Гоч (справжнє ім'я — Митрофан; 5 [18] серпня 1912, Кулажинці — 31 жовтня 1986, Баранівка) — український радянський майстер художньої кераміки.

## Життєпис
Народився 18 серпня 1912 року в селі Кулажинцях (нині Лубенський район Полтавської області, Україна). Протягом 1937—1947 років здобував мистецьку освіту в Одеському художньому училищі, де навчався у Данила Крайнєва, Григорія Теннера. Дипломна робота — декоративна ваза «30 років Жовтня» та скульптурна група «Перемога» (керівник Микола Павлюк).
З 1947 року — працівник Баранівського фарфорового заводу, де від 1952 року обіймав посаду начальника живописного цеху, а протягом 1956—1972 років — головного художника.
Помер в Баранівці 31 жовтня 1986 року.

## Творчість
Автор зразків посуду для масового виробництва — столових сервізів, десертних наборів, тематичних та декоративних ваз. Створював мініатюрні порцелянові букети на тарелях, статуетки, скульптурні групи. Серед робіт:
- скульптурні композиції — «Перемога» (1947), «Наша Батьківщина» (1949), «Гімн СРСР» (1949; Державний історичний музей[1]), «На плоту» (1950), «Заєць із грибами» (1956);
- сервізи — чайні і кавові «Бутон» (1948), «Б–49» (1949), «Б–58» (1958), столовий «Б–55» (1955);
- набори — лікерний «Виноград» (1950), десертний «Мережаний» (1956), подарунковий «Три кольори» (1963), дитячий «Ранок» (1966);
- келих «Мережаний» (1955);
- таріль із порцеляновим букетом квітів (1956);
- ваза для квітів «Гвинт» (1958);
- тарілки з виїмчастим краєм (1966–1970);
- рисунки для подарункових кухлів («Воїн революції») і декоративних тарелей («Колос», «Шторм»; усі — 1966);
- сувеніри, присвячені закінченню Другої світової війни (1965).

Вироби майстра експонувалися на виставках у Києві у 1947 році, Москві у 1949 році, Коломбо у 1955 році, Марселі у 1958 році, Ґенуї у 1963 році, Мельбурні та Познані у 1964 році. 
Роботи зберігаються Національному музеї декоративного мистецтва України, Музеї Баранівського порцелянового заводу, Канівському музеї народного декоративного мистецтва.